# Magnat-l’Étrange
Magnat-l’Étrange település Franciaországban, Creuse megyében. Lakosainak száma 240 fő (2022. január 1.). Magnat-l’Étrange Beissat, Clairavaux, La Courtine, Malleret, Poussanges, Saint-Agnant-près-Crocq és Saint-Georges-Nigremont községekkel határos.

## Népesség
A település népességének változása:
| Lakosok száma | 462  | 318  | 245  | 229  | 221  | 228  | 242  | 247  | 249  | 240  |
|               | 1968 | 1982 | 1990 | 2006 | 2013 | 2015 | 2017 | 2019 | 2020 | 2022 |